# The Power to Believe
The Power to Believe — тринадцатый студийный альбом британской группы King Crimson, вышедший в 2003 году вслед за мини-альбомом Happy With What You Have to Be Happy With на лейбле Sanctuary Records. 
Это второй из двух альбомов группы в формате "double duo": Фрипп — Белью — Ганн —  Мастелотто.

## Об альбоме
| Совокупная оценка | Совокупная оценка |
| Источник          | Оценка            |
| ----------------- | ----------------- |
| Metacritic        | 72/100            |
| Оценки критиков   |                   |
| Источник          | Оценка            |
| AllMusic          | [ 5 ]             |
| BBC               | Positive          |
| Mojo              | [ 6 ]             |
| Pitchfork         | 6.3/10            |
| Rolling Stone     | [ 8 ]             |
| Stylus Magazine   | 6.5/10            |

Выпуску The Power to Believe предшествовали два мини-альбома: Level Five и Happy With What You Have to Be Happy With, представляющие собой части незавершенной работы над альбомом, который Фрипп назвал кульминацией трёх лет «Crimsonising». В то время как Level Five был концертным релизом, включавшим две песни, которые войдут в полный альбом, Happy With What You Have to Be Happy With был студийным релизом ограниченного выпуска, который содержал альтернативные и ранние версии треков грядущего альбома.
Альбом получил свое название от сюиты "The Power to Believe", состоящей из четырёх частей, которые проходят через весь альбом. Первоначально эта фраза появилась в песне «All Her Love Is Mine» из сольного альбома Адриана Белью Op Zop Too Wah (1996). Второй трек альбома, "Level Five", является пятой и последней частью в сюите "Larks' Tongues in Aspic", которая началась в альбоме Larks' Tongues in Aspic (1973) и была продолжена в Three of a Perfect Pair (1984) и The ConstruKction of Light (2000). Вступительный трек к "Facts of Life" включает в себя отрывок из песни "The Outer Darkness II: Perimeter I" из сольного альбома Фриппа The Gates of Paradise (1998).

## Список композиций
Все тексты написаны Эдрианом Белью, вся музыка написана Эдрианом Белью, Робертом Фриппом, Треем Ганном и Пэтом Мастелотто.
| №                   | Название                                    | Длительность |
| ------------------- | ------------------------------------------- | ------------ |
| 1.                  | «The Power to Believe I: A Cappella»        | 0:44         |
| 2.                  | «Level Five»                                | 7:17         |
| 3.                  | «Eyes Wide Open»                            | 4:08         |
| 4.                  | «Elektrik»                                  | 7:59         |
| 5.                  | «Facts of Life: Intro»                      | 1:38         |
| 6.                  | «Facts of Life»                             | 5:05         |
| 7.                  | «The Power to Believe II»                   | 7:43         |
| 8.                  | «Dangerous Curves»                          | 6:42         |
| 9.                  | «Happy with What You Have to Be Happy With» | 3:17         |
| 10.                 | «The Power to Believe III»                  | 4:09         |
| 11.                 | «The Power to Believe IV: Coda»             | 2:29         |
| Общая длительность: | Общая длительность:                         | 51:11        |

## Участники записи
- Роберт Фрипп — гитара;
- Эдриан Белью — гитара, вокал;
- Трей Ганн — гитара Уорра;
- Пэт Мастелотто — ударные.